# ميرزابور
ميرزابور  هي مدينة، في الهند، تقع في منطقة ميرزابور ، وهي عاصمتها، بلغ عدد سكانها 233,691  نسمة وذلك حسب إحصائيات سنة 2010، رمزها البريدي هو 231001.

## أعلام
- لاكشمي راج شارما